# Isabelle Huppert
Isabelle Huppert (Párizs, 1953. március 16. –) BAFTA-, Golden Globe- és kétszeres César-díjas francia színésznő.

## Élete és pályafutása
Párizsban született, Raymond Huppert biztonsági mérnök és Annick Huppert angoltanárnő lányaként. Egy fiútestvére és három nővére van, köztük Caroline Huppert rendező. 
1971-ben, 18 éves korában kezdte pályáját, ekkor debütált a Nina Companéez által rendezett Faustine et le bel été című romantikus filmben. 1978-ban a Violette Nozière, 2001-ben pedig A zongoratanárnő című filmjeiért megkapta a Cannes-i fesztiválon a legjobb női alakításért járó díjat. 1996-ban hasonló kategóriában César-díjat is nyert, Claude Chabrol rendező A szertartás című filmjével. 2025-ig több mint 90 filmben és televíziós produkcióban szerepelt.
Egyik legnagyobb szakmai sikerét Paul Verhoeven Áldozat? (2016) című erotikus thrillerében érte el. Egy tömeggyilkos lányát megformálva, aki maga is nemi erőszak áldozatává válik, számos díjat kapott, köztük második César-díját, egy Golden Globe-díjat és máig egyetlen Oscar-jelölését. Ugyanebben az évben játszotta a főszerepet az Emlék című filmdrámában. 2018-ban Benoît Jacquot rendező Eva című thrillerének címszerepét osztották rá.

## Magánélete
Párizsban él. 1982 óta Ronald Chammah libanoni rendező-producer élettársa. Három gyermekük van, köztük Lolita Chammah (1983–) színésznő. Legfiatalabb fiuk 1997-ben született. 
Huppert kurátorként is dolgozott, például egy Robert Mapplethorpe-kiállításon Salzburgban és a Paris Photo 2014 fotóvásáron. 2022 óta modellkedik a Balenciaga divatmárkánál. 2023-ban, 70 évesen márkanagykövetnek nevezték ki.

## Filmjei
- 2022: A célpont (La syndicaliste) – Maureen Kearney
- 2019: Blanche-Neige
- 2019: Frankie
- 2018: Eva
- 2018: Greta
- 2018: Une jeunesse dorée
- 2017: Gát
- 2017: Happy End
- 2017: La caméra de Claire
- 2017: Madame Hyde Mrs. Hyde
- 2017: Színpadon az életem
- 2016: Áldozat?   (Elle)
- 2013: Az apáca (La Religieuse)
- 2013: Dead Man Down
- 2012: Szerelem (Amour) – Eva
- 2010: Különleges bánásmód (Sans queue ni tête) – Alice Bergerac
- 2010: Copacabana – Babou
- 2009: White Material – Maria Vial
- 2008: Otthon az úton (Home) – Marthe
- 2006: Titkos állami ügyek (L’ivresse du pouvoir) – Jeanne Charmant-Killman
- 2006: Sárdobálók (Nue propriété) – Pascale
- 2005: Gabrielle – Gabrielle Hervey
- 2004: Anyám! (Ma mère) – Hélène, az anya
- 2004: Multik haza! (I Heart Huckabees) – Caterine Vauban
- 2004: Nővérek haragban (Les Sœurs fâchées) – Martine Demouthy
- 2003: Farkasok ideje (Le temps du loup) – Anna
- 2002: La Vie promise – Sylvia
- 2002: 8 nő (8 Femmes) – Augustine
- 2001: A zongoratanárnő (La pianiste) – Erika Kohut
- 2001: Érzelmek útvesztői (Les Destinées) – Nathalie Barnery
- 2000: Két nő közt (La fausse suivante) – Grófnő
- 2000: Az ártatlanság komédiája (Comédie de l'innocence) – Ariane
- 2000: Köszi a csokit! (Merci pour le chocolat) – Marie-Claire „Mika” Muller
- 1999: Botrány nélkül (Pas de scandale) – Agnés Jeancourt
- 1997: Senki többet (Rien ne va plus) – Elizabeth/Betty
- 1996: Vonzások és választások (Le affinita elettive) – Carlotta
- 1995: A szertartás (La cérémonie) – Jeanne
- 1994: A szakítás (La Séparation) – Anne
- 1994: Az árvíz (Navondnenije)
- 1993: Amatőr (Amateur)
- 1992: A szerelem után (Après l’amour)
- 1991: Bovaryné (Madame Bovary)
- 1988: Női ügyek (Une affaire de femmes)
- 1987: Hálószobaablak (The Bedroom Window)
- 1986: Kaktusz (Cactus)
- 1983: A haverom nője (La femme de mon pote)
- 1983: Villámcsapás (Coup de foudre)
- 1982: Passiójáték (Passion)
- 1981: A kaméliás hölgy igaz története (La dame aux camélias)
- 1981: Nagytakarítás (Coup de torchon)
- 1980: A vagány (Loulou)
- 1980: Mentse, aki tudja (az életét) (Sauve qui peut (la vie))
- 1980: Örökség
- 1980: A mennyország kapuja (Heaven’s Gate)
- 1977: A csipkeverőnő (La dentellière)
- 1975: Rózsabimbó (Rosebud)
- 1975: A bíró és a gyilkos (Le Juge et l’assassin)
- 1974: Végtelen élvezetek (Glissements progressifs du plaisir)
- 1974: Herék, avagy a tojástánc (Les Valseuses)
- 1972: César és Rosalie (César et Rosalie)